# Лантратівка (Охтирський район)
Лантра́тівка — село в Україні, у Чупахівській селищній громаді Охтирського району Охтирського району Сумської області. Населення становить 365 осіб. Колишній орган місцевого самоврядування — Лантратівська сільська рада.

## Географія
Село Лантратівка знаходиться за 2 км від витоків річки Грунь. На відстані 2 км розташоване село Новопостроєне. В селі кілька ставків. До села примикає кілька невеликих лісових масивів (дуб). Через село проходить автомобільна дорога Т 1906. У селі бере початок Балка Гнилища.

## Історія
Село відоме з першої половини XVIII століття.
За даними на 1864 рік у власницькому селі Лебединського повіту Харківської губернії мешкала 221 особа (88 чоловічої статі та 133 — жіночої), налічувалось 34 дворових господарства.